# Incalelie
Incalelie (Alstroemeria) is een geslacht van vaste planten uit de familie Alstroemeriaceae. Er zijn ongeveer 65 soorten, merendeels afkomstig uit koele bergstreken in de Andes, waar ze voorkomen van Zuid-Venezuela tot in het uiterste zuiden van Zuid-Amerika. Carl Linnaeus vernoemde het geslacht naar Clas Alströmer (Claus Alstroemer, afkomstig uit Alingsås Zweden, 1736-1794) 
Incalelies hebben dikke, taaie wortels en lelieachtige bloemen die bloeien in juni en juli. De bladeren zijn lancetvormig en staan op een merkwaardige wijze gedraaid.
Voor de kweek moeten de planten in de vroege lente worden geplant in een matig vochthoudende grond. Het is een geschikte snijbloem. Incalelies hebben veel zon nodig, zo'n zeven uur per dag. Enkele soorten zijn:
- Alstroemeria aurea (synoniem: Alstroemeria aurantiaca): behoorlijk winterhard, ongeveer 1 meter hoog, rood-oranje bloemen.
  - Alstroemeria aurea 'Lutea': cultivar met gele bloemen en een rode tekening op de bladeren.
- Alstroemeria chilensis: ongeveer 75 cm hoog, winterhard, donkerroze bloemen.

## Zaaien
Zaaien tussen februari en juli.
De zaadjes een 1/2 cm diep planten in goede compost, plastic folie over de pot doen en drie weken op kamertemperatuur (ongeveer 21 °C) laten staan. Doe nu de pot met zaadjes in de koelkast (ongeveer 5 °C). Haal de pot met zaadjes er na drie weken uit en laat deze weer op kamertemperatuur komen. Na veertien tot dertig dagen zal het zaad uitkomen. Overplanten en acclimatiseren voor ze naar buiten gaan.

## Soorten
- Alstroemeria achirae Muñoz-Schick & Brinck
- Alstroemeria albescens M.C.Assis
- Alstroemeria altoparadisea Ravenna
- Alstroemeria amabilis M.C.Assis
- Alstroemeria amazonica Ducke
- Alstroemeria andina Phil.
- Alstroemeria angustifolia Herb.
- Alstroemeria annapolina Ravenna
- Alstroemeria apertiflora Baker
- Alstroemeria aquidauanica Ravenna
- Alstroemeria arnicana Ravenna
- Alstroemeria aulica Ravenna
- Alstroemeria aurea Graham
- Alstroemeria bahiensis Ravenna
- Alstroemeria bakeri Pax
- Alstroemeria bilabiata Ravenna
- Alstroemeria brasiliensis Spreng.
- Alstroemeria burchellii Baker
- Alstroemeria cabralensis Ravenna
- Alstroemeria caiaponica Ravenna
- Alstroemeria calliantha M.C.Assis
- Alstroemeria cantillanica Ravenna
- Alstroemeria capixaba M.C.Assis
- Alstroemeria caryophyllaea Jacq.
- Alstroemeria chapadensis Hoehne
- Alstroemeria chorillensis Herb.
- Alstroemeria chrysantha (Ehr.Bayer) J.M.Watson & A.R.Flores
- Alstroemeria crispata Phil.
- Alstroemeria cuiabana Ravenna
- Alstroemeria cultrifolia Ravenna
- Alstroemeria cunha Vell.
- Alstroemeria decora Ravenna
- Alstroemeria diluta Ehr.Bayer
- Alstroemeria discolor Ravenna
- Alstroemeria douradensis Ravenna
- Alstroemeria espigonensis Ravenna
- Alstroemeria exserens Meyen
- Alstroemeria fiebrigiana Kraenzl.
- Alstroemeria foliosa Mart.
- Alstroemeria fuscovinosa Ravenna
- Alstroemeria garaventae Ehr.Bayer
- Alstroemeria gardneri Baker
- Alstroemeria glaucandra Ravenna
- Alstroemeria gouveiana Ravenna
- Alstroemeria graminea Phil.
- Alstroemeria hookeri Sweet
- Alstroemeria huemulina Ravenna
- Alstroemeria ibitipocae Ravenna
- Alstroemeria igarapavica Ravenna
- Alstroemeria inodora Herb.
- Alstroemeria isabelleana Herb.
- Alstroemeria itabiritensis Ravenna
- Alstroemeria itatiaica Ravenna
- Alstroemeria jocunda Ravenna
- Alstroemeria julieae M.C.Assis
- Alstroemeria kingii Phil.
- Alstroemeria lactilutea Ravenna & Brinck
- Alstroemeria landimana Ravenna
- Alstroemeria leporina Ehr.Bayer & Grau
- Alstroemeria ligtu L.
- Alstroemeria litterata Ravenna
- Alstroemeria longaviensis Ravenna
- Alstroemeria longistaminea Mart.
- Alstroemeria longistyla Schenk
- Alstroemeria lutea Muñoz-Schick
- Alstroemeria magna Ravenna
- Alstroemeria magnifica Herb.
- Alstroemeria malmeana Kraenzl.
- Alstroemeria marticorenae Negritto & C.M.Baeza
- Alstroemeria modesta Phil.
- Alstroemeria mollensis Muñoz-Schick & Brinck
- Alstroemeria monantha Ravenna
- Alstroemeria monticola Mart.
- Alstroemeria nidularis Ravenna
- Alstroemeria nivea Ravenna
- Alstroemeria ochracea M.C.Assis
- Alstroemeria orchidioides Meerow, Tombolato & F.K.Mey.
- Alstroemeria oreas Schauer
- Alstroemeria pallida Graham
- Alstroemeria paraensis M.C.Assis
- Alstroemeria patagonica Phil.
- Alstroemeria paupercula Phil.
- Alstroemeria pelegrina L.
- Alstroemeria penduliflora M.C.Assis
- Alstroemeria philippii Baker
- Alstroemeria piauhyensis Gardner ex Baker
- Alstroemeria piperata A.R.Flores & J.M.Watson
- Alstroemeria plantaginea Mart.
- Alstroemeria poetica Ravenna
- Alstroemeria polpaicana Ravenna
- Alstroemeria polyphylla Phil.
- Alstroemeria presliana Herb.
- Alstroemeria pseudospathulata Ehr.Bayer
- Alstroemeria psittacina Lehm.
- Alstroemeria pubiflora Ravenna
- Alstroemeria pudica Ravenna
- Alstroemeria pulchra Sims
- Alstroemeria punctata Ravenna
- Alstroemeria pygmaea Herb.
- Alstroemeria radula Dusén
- Alstroemeria recumbens Herb.
- Alstroemeria revoluta Ruiz & Pav.
- Alstroemeria ribeirensis Ravenna
- Alstroemeria roseoviridis Ravenna
- Alstroemeria rupestris M.C.Assis
- Alstroemeria sabulosa Ravenna
- Alstroemeria schizanthoides Grau
- Alstroemeria sellowiana Seub.
- Alstroemeria spathulata C.Presl
- Alstroemeria speciosa M.C.Assis
- Alstroemeria spectabilis Ravenna
- Alstroemeria stenopetala Seub.
- Alstroemeria stenophylla M.C.Assis
- Alstroemeria stramonia M.C.Assis & Mello-Silva
- Alstroemeria talcaensis Ravenna
- Alstroemeria timida Ravenna
- Alstroemeria tombolatoana M.C.Assis
- Alstroemeria traudliae J.M.Watson & A.R.Flores
- Alstroemeria umbellata Meyen
- Alstroemeria variegata M.C.Assis
- Alstroemeria venusta Ravenna
- Alstroemeria versicolor Ruiz & Pav.
- Alstroemeria virginalis Ravenna & Brinck
- Alstroemeria viridiflora Warm.
- Alstroemeria werdermannii Ehr.Bayer
- Alstroemeria xavantinensis Ravenna
- Alstroemeria yaelae Ravenna
- Alstroemeria zoellneri Ehr.Bayer

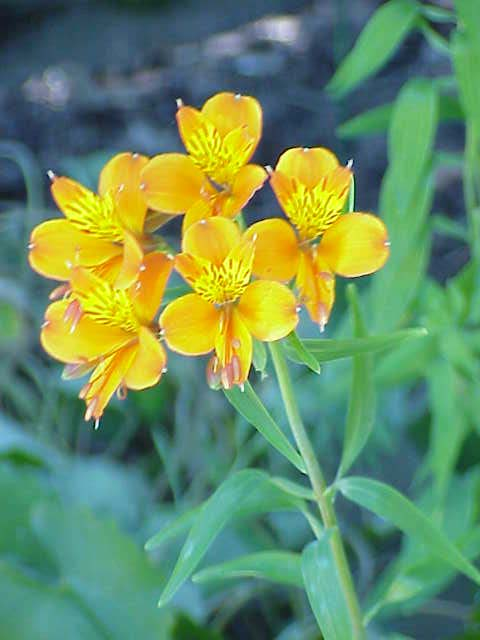
Alstroemeria aurea
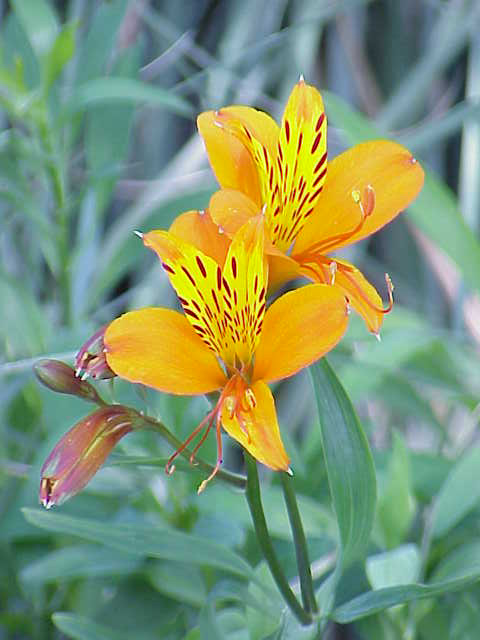
Alstroemeria aurea
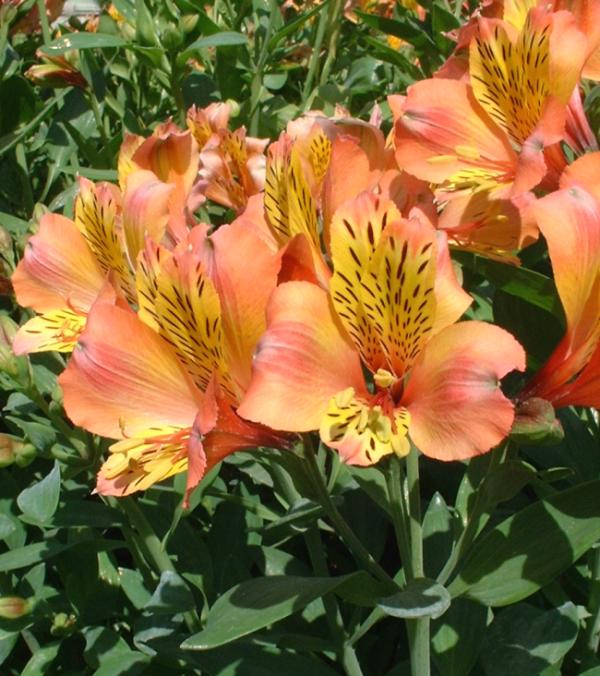
Alstroemeria aurea 'Saturne'
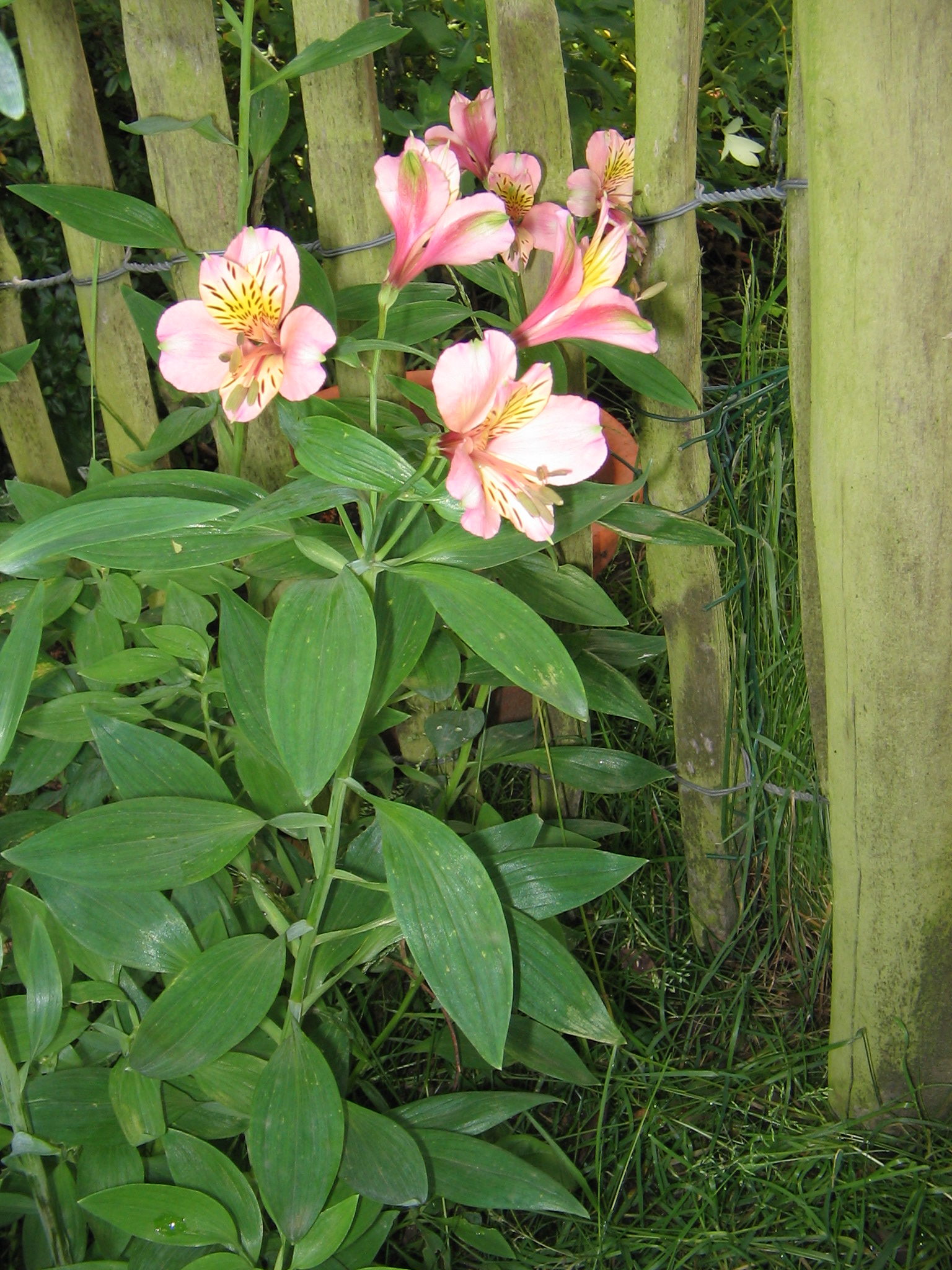
Winterharde cultivar van Alstroemeria ligtu
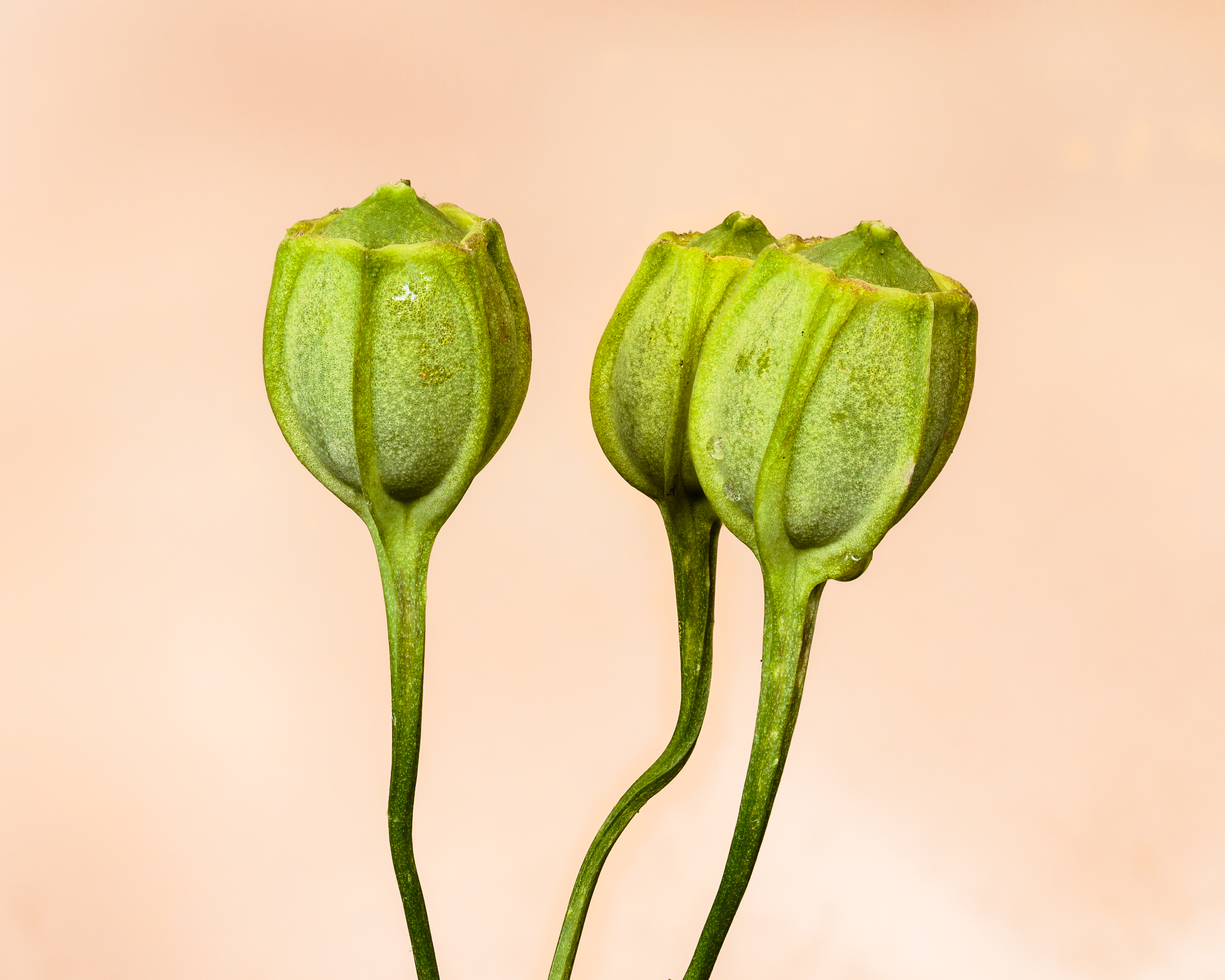
Zaaddozen van een Alstroemeria aurea